# Géry de Ghersem
Géry de Ghersem (of Gaugericus de Ghersem) (circa 1573 – Doornik, 25 mei 1630) was een Franco-Vlaams zanger en componist.
Hij werd geboren/gedoopt in Doornik en ontving zijn eerste muziekopleiding aldaar als koorknaap bij de kathedraal. Vermoedelijk was George de La Hèle zijn leermeester. Tussen zijn zevende en twaalfde levensjaar werd hij naar Spanje gebracht om er te zingen in het keizerlijk koor Capilla Flamenca, aldus aantekeningen in de administratie van het koor. De Habsburgse Nederlanden waren destijds een bron van goede musici. Er wordt vermoed dat hij toen hij er aankwam opnieuw onder de vleugels van De La Hèle heeft gewerkt, die in 1586 stierf. Ghersem promoveerde door en werd in 1593 cantor en in 1598 assistent-dirigent. Hij werkte daarvoor samen met componist Philippe Rogier, die toen dirigent was van het koor. Deze Rogier vroeg aan Ghersem of hij hem wilde helpen met de publicatie van een mis (Missae sex) van hem, het verzoek werd door Ghersem ingewilligd. Ghersem voegde aan die publicatie het eigen werk Ave Virgo Sanctissima toe, hetgeen later een gelukje met zich meebracht. Het is het enige werk van hem dat in haar complete versie bewaard is gebleven. Het wordt ook heden ten dage nog uitgevoerd. Ghersem musiceerde al die tijd voor de hoven van koningen Filips II van Spanje en Filips III van Spanje.
In 1604 keerde Ghersem terug naar de Nederlanden. Hij werd gepasseerd in de benoeming tot dirigent van het hofkoor en zocht zijn heil in zijn thuisland. Hij werd dirigent van de kapel van Albrecht van Oostenrijk en Isabella van Spanje, landvoogd en landvoogdes van de Habsburgse Nederlanden, gezeteld in Brussel. Hij werd tevens kapelskapelaan en priesters; functies die hij tot aan zijn dood zou vervullen. Het hof in Brussel stond destijds in culturele zin in hoog aanzien.
Ghersem zou een vruchtbaar componist zijn geweest. De (incompleet) bewaarde catalogus van de bibliotheek van Johan IV van Portugal omschreef meer dan 200 werken van Ghersem. Helaas vernietigde de Aardbeving Lissabon 1755 aardbeving en branden van Lissabon van 1 november 1755 het geheel. In zijn oeuvre waren missen, psalmen, magnificats te vinden, maar ook seculiere liederen, zowel in het Frans als in het Spaans. Ook zijn er van hem Villancico's bekend. Zijn werk wordt ingedeeld bij de renaissancepolyfonisten. Er zijn onvoldoende partituren van hem teruggevonden om te kunnen bekijken of hij ook de overstap naar barokmuziek heeft gemaakt. Van puur instrumentale muziek is eveneens niets teruggevonden.
Zijn enige bewaarde mis is geschreven in zeven stemmen en gebruikt onder meer de canontechniek; het is gebaseerd op een motet van Francisco Guerrero. De Italiaanse musicoloog en schrijver Pietro Cerone prees voor hem zijn El melopeo y maestro, een werk uit 1613, dat dus ook verloren is gegaan.
Hij werd begraven in de Onze-Lieve-Vrouwekathedraal in Doornik. Zijn graf draagt het epitaaf: "Memoriae venerabilis viri domini Gaugerici de Ghersem, hujus ecclesiae canonici qui obiit 25 maii 1630".
- Biblioteca Nacional de España: XX1225535
- Bibliothèque nationale de France: cb15764776f (data)
- Gemeinsame Normdatei: 1053434901
- International Standard Name Identifier: 0000 0001 1696 3168
- Library of Congress Control Number: nr91033322
- MusicBrainz: 6837fcf1-6e58-4887-8b73-c797c82a2c97
- Nationale bibliotheek van Australië: 35246793
- Nationale Bibliotheek van Israël: 987007288535305171
- Nederlandse Thesaurus van Auteursnamen: 131522752
- Réseau des bibliothèques de Suisse occidentale: 02-A003293183
- Système universitaire de documentation: 158879333
- Trove: 880810
- Virtual International Authority File: 106985281
- WorldCat: E39PBJrm4GmGwgppTCgDyfPWjC